# Anders Bäckegren
Per Anders Bäckegren (Gotemburgo, 25 de julho de 1968) é um ex-handebolista profissional sueco, medalhista olimpico.
Anders Bäckegren fez parte do elenco medalha de prata de Barcelona 1992. Em Olimpíadas ele jogou duas partidas anotando um gol.